# Skepticism
Skepticism — Фьюнерал-дум-метал-группа из Финляндии.

## История
Музыкальный коллектив Skepticism образовался в 1991 году. В следующем году вышла 7-дюймовка группы под названием Towards My End. Окончательный состав коллектива сформировался лишь к 1993 году, и с тех пор не изменялся.
В 1993 году вышел второй релиз группы — Aeother Kaear в формате кассеты. После выхода этой кассеты Skepticism заключили контракт с лейблом Red Stream Records.
В 1995 году вышел дебютный альбом Stormcrowfleet. Он содержал три вновь перезаписанных трека с предыдущего релиза, а также три новых. Альбом был исполнен в направлении Фьюнерал-дум-метал.
В 1997 году выходят сразу два издания — мини-альбом Ethere и полноформатный альбом Lead and Aether.
В 1998 году выходит ещё один мини-альбом, состоящий из одной получасовой композиции. Этот релиз получил название Aes.
После продолжительного творческого «молчания» в 2002 году вышел мини-альбом The Process of Farmakon. Он содержит в себе две переработанные композиции с готовящегося к выходу полноформатного альбома Farmakon, который увидел свет в 2003 году.
В декабре 2009 года группа впервые посетила Украину и Россию с концертами в Киеве и Москве.

## Дискография

### Альбомы
- Stormcrowfleet (1995, Red Stream)
- Lead and Aether (1998, Red Stream)
- Farmakon (2003, Red Stream)
- Alloy (2008, Red Stream)
- Ordeal (2015, Svart Records)
- Companion (2021, Svart Records)

### Демо, синглы и EP
- Towards My End (7" сингл, 1992)
- Aeothe Kaear (демо, 1994)
- Ethere (EP, 1997, Red Stream)
- Aes (EP, 1999, Red Stream)
- The Process of Farmakon (EP, 2002,  Red Stream)

## Участники

### Нынешний состав
- Matti Tilaeus — вокал
- Jani Kekarainen — гитара
- Eero Pöеry — орган
- Lasse Pelkonen — ударные

### Сессионные музыканты
- Timo Sitomaniemi — гитара

### Бывшие участники
- Tobias Kellgren - вокал (на 7" сингле Towards My End)